# Luftschmierung für Schiffe
Kleine Luftblasen, unter dem Schiffsboden ausgestoßen und nach hinten wandernd, dienen zur Luftschmierung und damit zur Verminderung der als Schiffswiderstand bezeichneten Reibung im Wasser. Ziel ist es, den Treibstoffbedarf zu senken.

## Aktive Methode
Bei der „Microbubbles“-Technik werden kleine Luftblasen unter dem Schiffsboden ins Wasser geblasen. Dazu ist der entsprechende statische Wasserdruck und die Oberflächenspannung des Wassers zur Blasenausbildung von insgesamt 1,5 bis 3 bar zu überwinden. Mit dem von der Luftgeschwindigkeit sowie den Rohrdurchmessern und -längen abhängigen dynamischen Druck sind rund 4 bis 5 bar aufzubringen. Bei einem entsprechend geformten Schiffsboden perlen diese Luftblasen von vorn nach hinten und zur Seite und reduzieren den Schiffswiderstand. Damit können bei gleicher Geschwindigkeit der Treibstoffverbrauch und damit die Emissionen gesenkt werden.
Die als „Mitsubishi Air Lubrication System“ (MALS) patentierte und urheberrechtlich geschützte Methode wurde bereits praktisch – mit Leistungseinsparungen von über 10 % – erprobt. Es fanden umfangreiche Untersuchungen im Modell statt, deren Ergebnisse sich bei den ersten beiden Schiffen in Großausführung – dem 2010 gebauten Schwergut-Modultransporter Yamatai und dessen ebenfalls 2010 gebauten Schwesterschiff Yamoto – bestätigt haben. Diese Schiffe sind relativ breit und haben relativ geringen Tiefgang (Yamatai: 6,37 m), weshalb der Energieaufwand für das Einblasen der Luft wegen des geringeren hydrostatischen Drucks an der Schiffsunterseite geringer ist als bei anderen Schiffen.
Erstmals bei einem Kreuzfahrtschiff kam das System bei der 2014 abgelieferten Quantum of the Seas zum Einsatz. Auch das im Mai 2016 in Dienst gestellte Kreuzfahrtschiff Harmony of the Seas verfügt über ein Luftschmierungssystem. Die beiden in den Jahren 2016 und 2017 von der Werft Mitsubishi Heavy Industries (MHI) für AIDA Cruises gebauten Kreuzfahrtschiffe der Hyperion-Klasse erhielten dieses System ebenfalls. Erwartet wurden Treibstoff-Einsparungen von 5 bis 7 %.
Auch die derzeit (2019) größten Containerschiffe, die MSC-Megamax-24-Klasse, wurde mit diesem System ausgerüstet. Bei Binnenschiffen wird die Luftschmierung diskutiert und vereinzelt (Futura Carrier) angewendet.

## Passive Methode
Nach dem Vorbild der Natur soll durch eine strukturierte, haarige Beschichtung an der Außenhaut der Schiffe eine dauerhafte Luftschicht am Schiffsrumpf unter Wasser gehalten werden.
In der Natur sind zahlreiche Pflanzen und Tiere zu beobachten, die mit dieser Methode im Wasser leben und damit Kraft und Wärme sparen. Sie haben Oberflächen, die von einer silbrig schimmernden Luftschicht überzogen sind und beim Untertauchen nicht benetzen. Bei genauer Untersuchung werden bei einigen Tierarten feine Haarstrukturen sichtbar, die die Luftschicht auch bei Strömung festhalten. Der Salvinia-Effekt (hydrophile Spitzen auf den ansonsten superhydrophoben Haaren) soll dabei helfen, ein Ablösen von Luftblasen zu verhindern und die Luftschicht stabil zu halten.
An Forschungsinstituten und technischen Universitäten werden derzeit die Mechanismen untersucht, um das passive Funktionsprinzip auf die Schiffstechnik zu übertragen. Diese Arbeiten sind noch nicht abgeschlossen und Schiffe wurden bisher noch nicht nach diesem Prinzip ausgerüstet.